# Комплекс виробництва олефінів у Ордосі
дос
Комплекс виробництва олефінів у Ордосі — китайське виробництво вуглехімічної промисловості, розташоване у автономному регіоні Внутрішня Монголія.
У 2010-х роках на додачу до виробництва олефінів з нафтохімічної сировини в Китаї почала розвиватись призначена для цього галузь вуглехімії. Передусім такі підприємства стали з'являтись у північних регіонах — Шеньсі, Нінся-Хуейському автономному районі, Внутрішній Монголії. В останній, зокрема, у 2016-му запустили вуглехімічний завод компанії Mengda New Energy, котра створена ChinaCoal та Inner Mongolia Yuanxing Energy (75 % та 25 % участі відповідно).
На заводі з 1,8 млн тонн метанолу отримують 300 тисяч тонн етилену та 300 тисяч тонн пропілену на рік. На майданчику також наявні похідні виробництва, розраховані на випуск 300 тисяч тонн поліетилену високої щільності/лінійного поліетилену низької щільності та 300 тисяч тонн поліпропілену.
Необхідну для установки синтезу олефінів сировину переважно (1,2 млн тонн) закуповують на ринку, проте третину отримують від розташованого на майданчику власного заводу по виробництву метанолу шляхом газифікації вугілля. Він був введений в експлуатацію у 2013 році та має потужність в 0,6 млн тонн. Втім, станом на 2019 рік велось спорудження другого заводу метанолу з річним показником у 1 млн тонн.